# Эрликон GDF
Эрликон GDF (Oerlikon GDF) — автоматическое компьютеризированное зенитное орудие.
Разработано швейцарской фирмой «Oerlikon Contraves AG», в начале 1980-х годов. Оснащена цифровой системой наведения и контроля огня, использует радар и лазерный дальномер для точного прицеливания. Вооружение состоит из спаренной 35 мм зенитной пушки.
Находится на вооружении более чем в тридцати странах мира.
На базе этого орудия был создан зенитно-ракетный комплекс средней дальности Skyguard-Sparrow.

## Происшествие в ЮАР
18 октября 2007 года южноафриканская роботизированная пушка Oerlikon GDF-005 открыла неконтролируемый огонь во все стороны. На месте было убито девять солдат и ранено четырнадцать. Военные объяснили это происшествие неисправностью компьютера, контролировавшего действия пушки.